# Ботуня
Боту́ня (болг. Ботуня) — село у Врачанській області Болгарії. Входить до складу общини Криводол.

## Населення
За даними перепису населення 2011 року у селі проживала 181 особа, з них 178 осіб (99,4%) — болгари.
Розподіл населення за віком у 2011 році:
Динаміка населення: